# 스즈미야 하루히의 약속
《스즈미야 하루히의 약속》(涼宮ハルヒの約束 스즈미야 하루히노 야쿠소쿠[*])은 《스즈미야 하루히 시리즈》를 소재로 한 비일상 체험 어드벤처 게임이다.

## 개요
스즈미야 하루히 시리즈 최초의 게임화 작품.
게임 업계로서 최초로 한장의 그림으로 여러 가지 표정을 만들어내는 '모션 포트레이트'를 응용한 'S.O.S.(심리스 오퍼레이션 시스템)'을 채용했다. 참신한 시스템이 좋은 평가를 얻어, 2007년도 일본 게임 대상 퓨처 부문을 수상했다.
등장인물의 캐스트는 애니메이션판과 동일. 텍스트 부분은 모노로그도 포함하여 풀 보이스다.
덧붙여 2007년 12월 20일에 발매 예정이었으나, 보다 좋은 품질로 고객에게 전달하고 싶다는 이유로, 12월 27일로 연기되었다.

## 스토리
학교 축제 전날, 누구나 클래스 부의 행사 준비에 쫓기던 중, SOS단 멤버도 영화 '아사히나 미쿠루의 모험'의 상영을 위해 작업을 하고 있었다. 쿈도 초감독 스즈미야 하루히의 지시 아래, 철야 작업에 힘쓰고 있었다. 얼굴을 씻기 위해 방을 나오고, 점술사 복장의 나가토와 츠루야씨, 타니구치와 엇갈렸을 때, 각각 사건에 기시감을 느끼게 되었다. 서서히 밝혀지는 '이변'. 차례차례로 일어나는 비일상적 사건들. 과연 무사히 영화를 완성시키고, 문화제 당일을 맞이 할 수 있는 것일까……?

## 등장인물
쿈 (キョン)
성우 : 스기타 토모카즈
1학년 5반. 주인공. SOS단 유일한 츳코미 역. 하루히에게 반론 및 모노로그 담당. 평범한 인간. 잡무계. '어휴'가 말버릇.
스즈미야 하루히 (涼宮ハルヒ)
성우 : 히라노 아야
1학년 5반. SOS단 단장. 소망을 실현하는 능력을 가지고 있지만, 본인은 그 능력을 모르고 있다.
나가토 유키 (長門有希)
성우 : 치하라 미노리
1학년 6반. 몸집이 작고 과묵한 독서를 좋아하는 소녀. 은하를 통괄하는 정보통합사념체에서 만들어진 대 유기 생명체 접촉용 휴머노이드 인터페이스. 우주인.
아사히나 미쿠루 (朝比奈みくる)
성우 : 고토 유코
2학년. SOS단 부부단장 겸 마스코트 겸 차 끓이는 하녀. 미래인.
코이즈미 이츠키 (古泉一樹)
성우 : 오노 다이스케
1학년 9반. SOS단 부단장. 어느 조건하에서 특수한 능력을 실현할 수 있는 '기관' 소속 초능력자.
츠루야씨 (鶴屋さん)
성우 : 마츠오카 유키
2학년으로 미쿠루의 이 시간 친구. 항상 텐션이 높다. '메갓사 (めがっさ)'나 '뇨로 (にょろ)' 등 독특한 말투를 이용한다.
쿈의 여동생 (キョンの妹)
성우 : 아오키 사야카
초등학교 5학년. 이름 그대로 쿈의 여동생. 연령에 맞지 않고 아이 같다. 가위와 샤미센을 좋아한다.
키미도리 에미리 (喜緑江美里)
성우 : 시라토리 유리
2학년 여학생. SOS단의 고민 상담자 1호. 나가토처럼 정보통합사념체에서 만들어진 대 유기 생명체 접촉용 휴머노이드 인터페이스.
타니구치 (谷口)
성우 : 시라이시 미노루
1학년 5반. 쿈의 친구. 하루히와는 중학생때부터 동급생.
쿠니키다 (国木田)
성우 : 마츠모토 메구미
1학년 5반. 쿈의 친구. 성적은 좋고, 성실한 성격.
샤미센 (シャミセン)
성우 : 오가타 켄이치
하루히의 능력에 의해 사람의 말을 할 수 있게 된 수컷의 삼색묘 고양이.
컴퓨터 연구부 부장 (コンピュータ研究部部長)
성우 : 코부시 노부유키
SOS단이 이용중인 문예부 방 2칸 너머에 있는 컴퓨터 연구부의 부장.
콤비 부원 A (コンピ研部員A)
성우 : 이시가미 유이치
콤비 부원 D (コンピ研部員D)
성우 : 오노 유키
수수께끼의 소녀 (謎の少女)
성우 : 히라노 아야
축제 전날 쿈 앞에 나타난 소녀. 하루히와 같은 리본을 착용하고 있다. 하루히를 닮았지만, 그 정체는…….
아사히나 미쿠루 (대)(朝比奈みくる（大）)
성우 : 고토 유코
미쿠루의 수년 후의 모습. 지금보다 한층 더 가슴이 발달하였다.

## 미니 게임
- 물가의 비치 발레
- THE DAY OF SAGITTARIUS
  - 원작 '폭주'에 나오는 'THE DAY OF SAGITTARIUS 3 (사수자리의 날 3)'의 프로토 타입
- 러브러브 포커

## 주제가·삽입곡
- 엔딩 테마곡은 게임의 진행 상황에 따라 달라진다.

OP 보켄데쇼데쇼?
노래 : 히라노 아야
ED 세계가 꾸는 꿈 속에서
노래 : 히라노 아야, 고토 유코
ED 마지막 미래를 보여줘!
노래 : 히라노 아야, 고토 유코
ED 사랑의 미쿠루 전설
노래 : 고토 유코

## 관련 문고
- 스즈미야 하루히의 약속 공식 팬 북 ISBN 9784047072404